# 669 pr. n. št.

## Smrti
- Asarhadon, asirski kralj (* ni znano)